# NGC 1605
NGC 1605 (również OCL 406) – gromada otwarta znajdująca się w gwiazdozbiorze Perseusza. Odkrył ją William Herschel 11 grudnia 1786 roku. Jest położona w odległości ok. 8,3 tys. lat świetlnych od Słońca.